# 鲁夫赖圣弗洛朗坦
鲁夫赖圣弗洛朗坦（法語：Rouvray-Saint-Florentin，法語發音：[ʁuvʁɛ sɛ̃ flɔʁɑ̃tɛ̃]）是法国厄尔-卢瓦省的一个旧市镇，位于该省中部偏东南，属于沙特尔区。2016年1月1日，鲁夫赖圣弗洛朗坦和相邻的另外3个市镇合并为新市镇莱维拉日沃韦安（Les Villages Vovéens）。

## 地理
鲁夫赖圣弗洛朗坦（48°15'28"N, 1°34'3"E）面积9.36 平方千米，位于法国中央-卢瓦尔河谷大区厄尔-卢瓦省，该省份为法国北部内陆省份，北起顺时针与厄尔省、伊夫林省、埃松省、卢瓦雷省、卢瓦-谢尔省、萨尔特省和奧恩省接壤。
与鲁夫赖圣弗洛朗坦接壤的市镇（或旧市镇、城区）包括：维拉尔、维洛、圣尼古拉新城、沃夫、莱维拉日沃韦安。

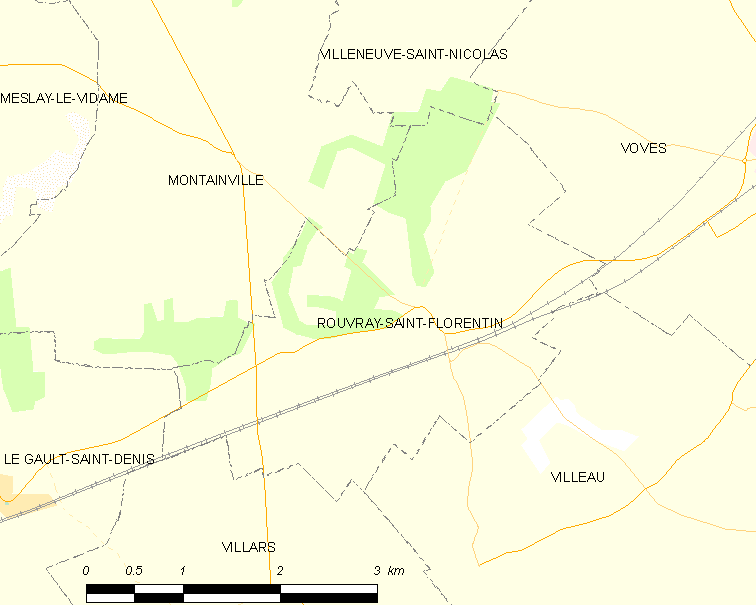
鲁夫赖圣弗洛朗坦的OSM定位图

鲁夫赖圣弗洛朗坦的时区为UTC+01:00、UTC+02:00（夏令时）。

## 行政
鲁夫赖圣弗洛朗坦的邮政编码为28150，INSEE市镇编码为28320。

## 政治
鲁夫赖圣弗洛朗坦所属的省级选区为莱维拉日沃韦安县。

## 人口

1962-2008年间鲁夫赖圣弗洛朗坦人口变化图示

鲁夫赖圣弗洛朗坦于2018年1月1日时的人口数量为206人。